# Alexander Hill
Alexander Hill (ur. 11 marca 1993) – australijski wioślarz, srebrny medalista olimpijski z Rio de Janeiro.
Zawody w 2016 były jego pierwszymi igrzyskami olimpijskimi. W Brazylii zajął 2. miejsce w czwórce bez sternika, osadę tworzyli także Joshua Dunkley-Smith, William Lockwood i Josh Booth.
W tej samej konkurencji był dwukrotnym mistrzem świata - w 2017 roku w Sarasocie oraz w 2018 roku w Płowdiwie. Jest również srebrnym medalistą mistrzostw świata w 2015. Jako junior zdobył złoto w 2011.